# オットー・ディールス
オットー・パウル・ヘルマン・ディールス（Otto Paul Hermann Diels、1876年1月23日・ハンブルク - 1954年3月7日）は、ドイツ人化学者である。

## 生涯
ベルリン大学の文献学教授ヘルマン・ディールスの息子であり、ベルリン大学のエミール・フィッシャーのグループで化学の博士号を得た。
1916年まではベルリン大学で、1916年から1945年まではキール大学で教鞭をとった。2人の息子は第二次世界大戦によって死亡している。
1950年に彼の生徒であるクルト・アルダーとともにノーベル化学賞を｢ジエン反応の発見とその応用｣によって受賞している。これはディールス・アルダー反応として知られている。